# Parque Selva Alegre
El parque Selva Alegre es un parque ubicado en Arequipa, Perú. Es utilizado como espacio de relajación. Cuenta con un lago artificial para paseos en bote, áreas de juegos para niños y un zoológico.
El parque es administrado por la municipalidad provincial de Arequipa. La laguna se caracteriza por ser verdosa y con algas. La laguna es alimentada por una acequia.
En el 2014 los juegos para niños fue clausurado por la fiscalía.
Desde febrero de 2012 el ingreso al parque cuesta un sol. En el 2024 cuesta 2.00 soles por persona.